# European Cheer Union
Die European Cheer Union (ECU) ist ein europäischer Sportverband für Cheerleading, er wurde 2011 gegründet und richtet die ICU European Cheerleading Championship aus. Die vom IOK anerkannte International Cheer Union (ICU) hat den ECU als Kontinentalverband für den Cheerleading in Europa benannt, im Gegensatz zur European Cheerleading Association.
Mitglieder sind für Deutschland der Cheerleading und Cheerperformance Verband Deutschland, für Österreich der Österreichische Cheersport Verband und für die Schweiz der Schweizer Cheersport Verband.